# Alexandra Rosenfeld
Alexandra Rosenfeld (n. 23 noiembrie 1986, Béziers, Franța) a fost aleasă Miss Europe pe 27 octombrie 2006, în Kiev. Ea locuiește în Saint-Thibéry și studiază turismul. Alexandra are o serie de hobby ca de exeplu, călăritul, înotul și ciclismul. Rosenfeld este campioana locală din provincie la săritura înălțime, alergare 1000 și 2000 de m. Din anul 2006 trăiește împreună, nefiind căsătorită cu jucătourul italian de rugby Sergio Parisse .

## Titluri
- Miss Hérault 2005.
- Miss Languedoc 2005.
- Miss France 2006.
- Miss Europe 2007

1. ↑  Alexandra Rosenfeld raconte sa rencontre avec Hugo Clément (în franceză), accesat în 11 mai 2025